# آخوند برو گمشو
آخوند برو گمشو (به انگلیسی: MullahsGetOut) مسابقه‌ای بود که در دسامبر ۲۰۲۲ توسط نشریه طنز شارلی ابدو به نشانه همراهی با خیزش اعتراضی مردم ایران برگزار شد. مسابقه برای کشیدن کاریکاتور علی خامنه‌ای، رهبر جمهوری اسلامی ایران، بود و فهرست آثار برگزیده در شمارهٔ ویژهٔ چهارم ژانویه ۲۰۲۳ نشریه شارلی ابدو منتشر شد.

## پیش‌زمینه
نشریه شارلی ابدو در سال ۲۰۱۵ با چاپ کاریکاتور محمد، پیامبر اسلام، هدف حمله اسلام‌گرایان تندرو قرار گرفت که ۱۲ کشته و ۱۰ زخمی بر جا گذاشت. شارلی ابدو در سال ۲۰۲۰ نیز یک روز پیش از آغاز دادگاه متهمان حمله به دفتر این مجله، این کاریکاتور جنجالی را بازنشر کرد. در آن زمان، سید علی خامنه‌ای به انتشار مجدد کاریکاتور پیامبر اسلام واکنش نشان داد و آن را «جرمی بزرگ» خواند.
نشریهٔ فکاهی و انتقادی شارلی ابدو در فرانسه به گستاخی و بی‌پردگی و مخالفت مطلق با هر نوع سانسور و خودسانسوری شهرت دارد.

## مسابقه
در هشتم دسامبر ۲۰۲۲، شارلی ابدو با راه‌اندازی یک مسابقه بین‌المللی با هشتگ MullahsGetOut از نقاشان و کاریکاتوریست‌های شرکت کننده در آن خواست که در حمایت از خیزش اعتراضی مردم ایران از سید علی خامنه‌ای، رهبر جمهوری اسلامی ایران کاریکاتور بکشند. این نشریه در توییتی خطاب به کاریکاتوریست‌ها نوشت «مطمئن شوید که خامنه‌ای آخرین رهبری خواهد بود که ایرانی‌ها مجبورند تحمل کنند.»
از میان ۳۰۰ نقاشی ارسال‌شده از کشورهای مختلف، ۳۵ کاریکاتور برتر انتخاب و در شماره ویژه این نشریه در چهارشنبه، چهارم ژانویه ۲۰۲۳ منتشر شد. گوندوز آقایف، کارتونیست آذربایجانی، توکا نیستانی، ساناز باقری، آرش دهداری، رضا جوزانی و قلمفرسا، جزو فهرست برندگان شارلی ابدو بودند.

## ویژه‌نامه
هفتم ژانویه سالگرد تیراندازی در دفتر شارلی ابدو است و این شمارهٔ ویژهٔ هفتم ژانویه ۲۰۲۳ خود را تماماً به جنبش اعتراضی ایران و تعصبات مذهبی روحانیت اختصاص داد. کاریکاتورهایی از خامنه‌ای که طی یک مسابقهٔ طراحی گرد آمده در این شماره مخصوص انتشار یافت. این هفته‌نامه در مورد این مسابقه نوشته است «۸ دسامبر سال گذشته ما رقابت‌های کاریکاتور رهبر جمهوری اسلامی ایران را به راه انداختیم. می‌خواستیم با تمسخر این مقام عالی‌رتبه مذهبی که به عصری دیگر تعلق دارد و انداختن او به زباله‌دان تاریخ، از مبارزه مردم ایران برای آزادی حمایت کنیم.» همچنین در سرمقالهٔ خود از این شمارهٔ ویژه به عنوان «سیلی محکم به ملاهای» ایران یاد کرده است.
در صفحهٔ اول زنی برهنه و خندان به تصویر کشیده شده که در مقابل ملاها پاهای خود را گشوده و با نشان دادن واژن خود به آنان می‌گوید «برگردید به همانجایی که از آن بیرون آمدید.»
در یکی از کاریکاتورهای منتشر شده شعار «زن، زندگی، آزادی» همچون مشت گره‌کرده بر صورت خامنه‌ای فرود آمده است و در نقاشی دیگر آخوندی زیر پاشنهٔ کفش زنانه له شده است. در یکی دیگر از نقاشی‌ها علی خامنه ای شبیه عکس معروف «مریلین مونرو» نقاشی شده و در آن بادی که با چرخاندن روسری‌های زنان معترض وزیدن گرفته عبای خامنه‌ای را بلند کرده است. در نقاشی دیگر، زنان معترض که مسلح به سنگ هستند سرگرم سنگسار کردن رهبر جمهوری اسلامی ایران هستند.
یکی از تم‌های اصلی کاریکاتورهای منتشر شده صحنه‌های رایج اعدام در ایران است.

## واکنش‌ها
انتشار برخی از این تصاویر، در کنار بازتاب گسترده، با مخالفت‌هایی نیز در فضای مجازی از سوی کنشگران و فعالان حقوق زنان مواجه شده که آن‌ها را جنسیت‌زده و مغایر با شعار «زن، زندگی، آزادی» می‌دانند.
روز چهارشنبه ۱۴ دی، حسین امیرعبداللهیان، وزیر امور خارجه جمهوری اسلامی، در پیامی توییتری بدون نام بردن از علی خامنه‌ای، نوشت «انتشار کاریکاتور علیه مرجعیت دینی و سیاسی بدون پاسخ قاطع و مؤثر نخواهد بود.» سفارت جمهوری اسلامی ایران در پاریس در محکومیت اقدام شارلی ابدو در راه اندازی مسابقه و نشر کاریکاتور علیه رهبری جمهوری اسلامی بیانیه‌ای صادر کرد و وزارت خارجه جمهوری اسلامی ایران نیز سفیر فرانسه در تهران را احضار کرد.
روز پنجشنبه ۱۵ دی، تنش دیپلماتیک در روابط ایران و فرانسه افزایش یافت. در این روز وزارت خارجه ایران در یک بیانیه اعلام کرد که «ضمن بازنگری در مناسبات فرهنگی با فرانسه و بررسی امکان امکان ادامه فعالیت فرهنگی فرانسه در ایران، در گام نخست فعالیت انجمن ایران‌شناسی فرانسه در ایران را تعطیل می‌کند.» انتقادهای گسترده دولت ایران با واکنش تند کاترین کولونا، وزیر خارجه فرانسه روبه‌رو شد. او گفت «فراموش نکنید در فرانسه، برخلاف ایران، آزادی بیان وجود دارد که یک قاضی در چارچوب قوه قضائیه مستقل بر آن نظارت می‌کند؛ موضوعی که بدون شک ایران آن را به درستی نمی‌شناسد.»
در شبکه‌های اجتماعی تصویری از دیوار سفارت فرانسه در تهران منتشر شد که بر روی آن، شعارهایی علیه این کشور نوشته شده است. در این شعارها، مجموعه‌ای از اتهامات علیه فرانسه، از جمله «نسل‌کشی در الجزایر»، «حمایت از تروریسم» و «فروش خون آلوده در ایران» در کنار توهینی همجنسگراستیزانه نوشته شدند.
فرمانده کل سپاه پاسداران، حسین سلامی کارمندان شارلی ابدو را به دلیل کشیدن کاریکاتورهای خامنه‌ای به مرگ تهدید کرد. او گفت: «مسلمانان دیر یا زود انتقام خواهند گرفت و ممکن است شما انتقام گیرندگان را بازداشت کنید، اما مردگان دیگر زنده نمی‌شوند.»
گروهی از ایرانیان مقیم فرانسه در روز ۲۲ دی ۱۴۰۱ با حضور در برابر دفتر شارلی ابدو در فرانسه از اقدام این هفته‌نامه برای انتشار کاریکاتورهای رهبر جمهوری اسلامی حمایت کردند و در مقابل ورودی ساختمان این نشریه دسته‌های گل قرار دادند.